# Martín Durand
Martín Alberto Durand (Buenos Aires, 30 de mayo de 1976) es un ex–jugador argentino de rugby que se desempeñaba como ala.

## Selección nacional
Fue convocado a los Pumas por primera vez en octubre de 1997 para enfrentar a los Cóndores y disputó su último partido en noviembre de 2008 contra el XV del Trébol. En total jugó 60 partidos y marcó 45 puntos, productos de nueve tries.

### Participaciones en Copas del Mundo
Participó de la Copa del Mundo de Australia 2003 y de la histórica Francia 2007.
| Mundial                       | Sede      | Resultado     | PJ | Tries |
| ----------------------------- | --------- | ------------- | -- | ----- |
| Copa Mundial de Rugby de 2003 | Australia | Primera fase  | 3  | 0     |
| Copa Mundial de Rugby de 2007 | Francia   | Tercer puesto | 4  | 0     |

## Palmarés
- Campeón del Torneo Sudamericano de 1997, 1998 y 2004.